# Aspidoptera phyllostomatus
Aspidoptera phyllostomatus är en tvåvingeart som först beskrevs av Perty 1833.  Aspidoptera phyllostomatus ingår i släktet Aspidoptera och familjen lusflugor. Inga underarter finns listade i Catalogue of Life.